# ريكاردو باروخا
ريكاردو باروخا إي نيسي (Minas de Riotinto, 12 يناير 1871 – Vera de Bidasoa, 19 ديسمبر 1953) كان رسامًا، نحاتًا، ممثلًا وكاتبًا إسبانيًا. كان شقيق الروائي بيو باروخا والكاتبة وعالمة الإثنولوجيا كارمن باروخا، وعمه عالم الأنثروبولوجيا جوليور كاروه باروخا والمخرج وكاتب السيناريو بيو كاروه باروخا. تُعتبر أعماله في النقش بارزة، ويُعد خليفة لـ غoya (فرانسيسكو دي غويا)، رغم أن هذه النقطة تحتاج إلى توثيق.
وُلد ريكاردو باروخا عام 1871، أي بعام واحد أكبر من أخيه بيو، في مدينة ريوتينتو بالصدفة بسبب طبيعة عمل والده المتنقل، سيرافين باروخا، مهندس مناجم. انتقلت العائلة كلها سريعًا إلى سان سباستيان، وعندما كان عمره ثماني سنوات (1879) انتقلوا إلى مدريد.
بعد سنتين من انتقال العائلة إلى مدريد، انتقل ريكاردو إلى بامبلونا، وفي عام 1886 كان في بيلباو. في سن الخامسة عشر، التحق بمدرسة الهندسة متعددة التخصصات في مدريد، لكن والديه تخوفا بسبب ظهور أعراض مرض السل عليه، وهو المرض الذي أودى بحياة أخيه داريو. بعد شفائه، وبدافع حبه للفن، درس بين 1888 و1891 في مدرسة الدبلوماسية بهدف الانضمام إلى هيئة الأرشيفات والمكتبات، كما التحق بأكاديمية رسم حيث تلقى دروسًا من الرسام يوجينيو فيفو.
كان أيضًا يشارك في الدوائر الفنية في مالقة وفالنسيا، حيث انجذب إلى لوحات الرسامين القدامى مثل فرانسيسكو دومينغو وماركيس وإغناسيو بيناثو وكامارلينش، لكنه لم يتوافق مع أسلوب الرسام جواكين سوريّا السائد آنذاك. في فالنسيا تعرف على الرسام خوليو بيريس برييل، الذي أصبح صديقًا مقربًا له. في هذه الفترة، قام أيضًا برسم الإيضاحات لكتب أخيه الأولى.
بعد مشاركته في امتحانات التوظيف، تم تعيين ريكاردو في عام 1897 في أرشيف كاثيريس، لكنه استقال أو طلب إجازات متكررة، وعُثر عليه أحيانًا يعمل لفترات قصيرة في مكتبة بيلباو، وفي عام 1900 في أرشيفات إدارة المالية في تيرويل، وفي عام 1901 في المكتبة الإقليمية في سيغوفيا. ترك ريكاردو هذه الوظيفة الحكومية المتقطعة نهائيًا في 1902، إذ كان حلمه الدائم هو العمل في متحف، بينما كل ما حققه هو مجرد تنظيم ملفات، بالإضافة إلى أن طبعه كان محبًا للسفر ومتحركًا بطبيعته.
ريكاردو باروخا شارك كرسام في مجلات مثل Alma Española، Arte Joven وElectra، وأحيانًا استخدم الاسم المستعار «خوان غوالبيرتو نيسي». كان يحضر جلسات النقاش الأدبية في مقهى ليڤانتي مع فالّي-إنكلان، وكذلك في مقاهي El Lion d'Or، Pombo وEl Gato Negro، وقد دوّن هذه التجارب في كتابه الشهير Gente del 98. قام برحلات داخل إسبانيا برفقة شقيقه بيو وأصدقاء مشتركين، ومن أشهر هذه الرحلات كانت إلى مدينة سوريا التي ترك فيها ذكريات مرسومة.
كان الأخوان محررين في صحيفة El Globo، وقُدِّما لإرسال تقارير من المغرب لفترة. لم يغفل ريكاردو عن عمله الفني، حيث شارك بأعماله في معرض الفن الحديث في بلباو منذ عام 1900، وشارك أيضًا في معارض في سان سباستيان ومدريد. بين 1900 و1906 اتجه بشكل خاص إلى تقنية النقش بالأكوافورتي، وشارك في المعارض الوطنية للفنون الجميلة خلال الأعوام 1901، 1906، 1910، 1912، 1920، 1924، 1926، 1930 و1936، حيث حصل على الميدالية الثانية عام 1906 والميدالية الأولى عام 1908. تميزت أعماله بالتركيز على البورتريه والمشاهد الشعبية، بأسلوب يمزج بين الطابع الغويي والرومانسي. كما اخترع بعض الأدوات الفنية.
في 1903 أسس مع بابلو بيكاسو وفرانسيسكو دي أسيس سولير مجموعة «Arte Joven»، وسافر لأول مرة إلى باريس في 1905. زار إشبيلية في 1908 وطليطلة في 1909. في 1910 شارك في تأسيس جمعية النقاش الإسبانية، التي أعيد تنظيمها لاحقًا تحت اسم «Los 24»، وهي المجموعة التي أصدرت ثلاثة أعداد من مجلة La Estampa قبل أن تتولى دائرة الفنون الجميلة نشرها.
كان متحمسًا للمسرح، وشارك في فلم صامت تجريبي للمخرج نيمسيو سوبريفلا بعنوان الحاسة السادسة (1929). في 1915 عرض مسرحيته El Cometa مع فرقة ماريا غيريرو. في 1917 نشر روايته الأولى مغامرات الغواصة الألمانية U... وبدأ استشاره مع صهره، الناشر رافائيل كارو راجو، في مجموعة Biblioteca de Arte. في 1920 نشر فيرناندا. في 1925 ألقى محاضرة مثيرة في دائرة الفنون الجميلة هاجم فيها دون ذكر أسماء نقد الفن في ذلك الوقت، مستهدفًا خوان دي لا إنسينا وخوسيه فرانسيس، والتي أثارت جدلاً واسعًا وطُبعت. من بعدها وُضع تحت نظر النقد الفني بسلبية. وفي 1926 نشر El pedigrée.
ريكاردو باروخا في عام 1919، وتحديدًا وهو على مشارف الخمسين من عمره، تزوج من رفيقته المخلصة وزميلته الرسامة كارمن مونّي، التي كانت من عائلة أمريكية من أصل فرنسي. تعرّف عليها في منزل الرسام رامون دي سوبياورِّي، وكانا يشاركان بنشاط في مجموعات المسرح الهواة El mirlo blanco وEl cántaro roto، حيث أُلغيت الأخيرة بسبب النظام الديكتاتوري مما دفعه للاحتجاج.
في عام 1928 عُيّن أستاذًا في المدرسة الوطنية للفنون الرسومية، وعاد بشغف للعمل في فن النقش الذي تركه منذ عام 1912. كان يحضر جلسات النقاش في مقاهي La Cacharrería، وGranja El Henar حيث كان فالّي إنكلان، وCafé Varela حيث كان أنطونيو ماتشادو وأخوه مانويل.
مع إعلان الجمهورية، انهار صداقته مع مانويل أزانيا، مدير الأتينيو، وفي عام 1931 فقد عينه اليمنى في حادث سيارة في نافالكارنيرو، مما اضطره للتخلي عن الرسم والنقش والتفرغ للأدب. في عام 1935 فاز بجائزة الأدب الوطنية عن عمله La Nao Capitana. في نفس العام بدأ بكتابة مقالات عن جلسات النقاش في مدريد في صحيفة Diario de Madrid، التي جمعت لاحقًا في كتابه Gente del 98 (1952).
في 11 فبراير 1933، شارك مع زوجته وعدد من الكتاب في تأسيس جمعية أصدقاء الاتحاد السوفيتي، في وقت كانت فيه اليمين تهاجم سرديات الإنجازات والمشاكل في الاتحاد السوفيتي.
أثناء سنوات الجمهورية الثانية، تعاون بشكل منتظم مع صحيفة La Tierra الجمهورية في مدريد، حيث نشر في 31 مايو 1931 خطاب استقالته من منصب سكرتير معارض الفنون الجميلة. في العام التالي بدأ كتابة سلسلة "De buena fe" في صحيفة El Imparcial، من خلالها وجه انتقادات حادة للجمهورية ورجال الحكم، بما فيهم صديقه السابق مانويل أزانيا.
في أغسطس 1933، استأنف تعاونه مع La Tierra عبر عمود "Ventana abierta"، الذي استمر لمدة عام ونشر فيه 110 نصًا. خلال هذه الفترة تأثر بأفكار مدير الصحيفة كانوفاس سيرفانتس، التي كانت مزيجًا غريبًا من الجمهوريّة الراديكالية، الأناركية، والجوهرية الإيبيرية.
بسبب هذا التأثير، ترشح باروخا في انتخابات نوفمبر 1933 في العاصمة على قائمة مشتركة بين La Tierra وPartido Social Ibérico، وهو حزب صغير ذو توجهات أناركية، انشق عن الحزب الاشتراكي الثوري لجوزيه أنطونيو بالبونتين، وكان له وجود في إشبيلية ومدريد. لاحقًا، انضم العديد من أعضائه إلى حزب النقابيين لأنخيل بيستانا، وباروخا نفسه، بعد تجربة قصيرة في الحزب الجمهوري لدييغو مارتينيز باريو، انخرط في الحزب السياسي الحر الجديد متبعًا توجهات صحيفة La Tierra.
رويدًا رويدًا عاد إلى الرسم، لكنه لم يعد يرسم من الطبيعة مباشرة كما كان يفعل سابقًا. عند اندلاع الحرب الأهلية الإسبانية، تعرض منزل الزوجين في مدريد لقصف مدمر، مما أدى إلى فقدان جزء كبير من الأعمال الأدبية التي كتبها ريكاردو حتى ذلك الحين. بقي هو وزوجته كارمن في منزل إيتسيا في فيرا دي بيداسوا وسط ظروف اقتصادية صعبة طوال فترة الحرب، وكان يرسم فقط خلال فصول الصيف ويكرّس بقية الوقت للكتابة.
خلال الحرب، رسم في إيتسيا حوالي سبعين لوحة تناولت مواضيع حربية، وهي ربما أكبر مساهمة فنية من قِبل أي فنان حول الكوارث الحربية لعام 1936. من بين هذه الأعمال:
Porche del ayuntamiento (1937)
La cheka de la posada (1938)
Vuelven al pueblo (1938).

كما كتب خلال هذه الفترة عدة مؤلفات منها:
La tribu del halcón
El coleccionista de relámpagos (1940)
Bienandanzas y fortunas, Pasan y se van (1941)
El Dorado (1942)، الذي قام بتوضيحه بنفسه بواسطة سبعين نقشًا خشبيًا.

ابتداءً من عام 1940، استأنف عرض أعماله في مدن مثل سان سيباستيان، بلباو، ومدريد. كان رجلاً نشيطًا ومتعدد المواهب، إذ تألف حتى بعض الموسيقى. في عام 1949 عرض مرتين في سان سيباستيان؛ في يناير للوحة النقش (الاجوافرت) وفي أغسطس للوحات الزيتية. كما أسس هناك، بمشاركة مارتيارينا، جمعية الفن في غيبوثكوا.
بيعت جميع لوحاته، مثل تلك التي عرضت في 1952 في سان سيباستيان، وهو حينها في الثمانين من عمره وكان قد أصيب بالعمى الجزئي منذ 1951. توفي بعد عامين، في 19 ديسمبر، بسبب سرطان في اللسان ناجم عن إدمانه الشديد للتبغ الذي كان يدخنه في الغليون.
في عام 1957، نظمت زوجته الأرملة كارمن مونيه معرضًا تكريميًا لجميع أعماله المتاحة، لكنها توفيت قبل أن تتمكن من رؤيته. رغم ذلك، أقيم المعرض في يونيو ويوليو من ذلك العام في متحف الفن الحديث في مدريد.
على عكس أخيه الكئيب والمتحفظ، كان ريكاردو رجلاً ذا شخصية مرحة ومتعددة المواهب. يُعتبر عمله كحكّاء بالغ الأهمية ويُنظر إليه كخلف لجويّا. ترك وراءه أكثر من 130 نقشًا، حوالي 1000 لوحة زيتية، وعشرين كتابًا بين مقالات وروايات، بالإضافة إلى إنتاج واسع من المقالات المنشورة في مجلات وصحف مختلفة.
المسرح
El Cometa، عرضت لأول مرة عام 1915 بواسطة فرقة ماريا غيريرو.
Camino، نشرت عام 1915.
Marino Faliero، 1922، دراما، النسخة الأولى.
Olimpia de Toledo، مطبوعة عام 1923.
El Pedigrée، مطبوعة عام 1924.
Marinos vascos، عرضت لأول مرة عام 1926.
El maleficio، عرضت لأول مرة عام 1926.
El torneo، عرضت لأول مرة عام 1926.
السرد الروائي
Aventuras del submarino alemán U: Narración de un viaje en sumergible por el Mediterráneo y el Atlántico (1917)
De tobillera a cocotte (1919)
Fernanda (1920)
Fiebre de amor (1921)
Los tres retratos (1930)
La nao Capitana: cuento español del mar antiguo (1935)، حائزة على الجائزة الوطنية للأدب في الرواية (1936).
La tribu del halcón: cuento prehistórico de actualidad و El coleccionista de relámpagos (1940)
Bienandanzas y fortunas، رواية تاريخية (1941)
Pasan y se van (1941)
Clavijo: tres versiones de una vida (1942)
El Dorado (1942)
Los dos hermanos piratas (قصة من البحر الأبيض المتوسط) (1944).
المقالة والبحث
محاضرة La crítica de arte، 3 أبريل 1925.
مقدمة لكتاب Goya لـ لورنسيو ماثيرون (1941).
Gente del 98 (1952، وأعيد نشرها في 1969 بعنوان Gente de la generación del 98). يجمع مقالات نُشرت في الصحافة المدريدية عام 1935.
La plasmogenia، تأملات شبه علمية، تاريخ غير محدد.

أفلام
1927: Al Hollywood Madrileño، إخراج نيميسيو سوبريفيلّا. فلم صامت.
1928: Zalacaín el aventurero، إخراج فرانسيسكو كاماشو. فلم صامت؛ فقد.
1929: El sexto sentido، إخراج نيميسيو سوبريفيلّا. فلم صامت.
1931: La incorregible، إخراج ليو ميتلر. فلم صوتي.
1947: La Nao Capitana (اقتباس من روايته الخاصة)، إخراج فلوريان راي.
اليوم توجد شارع باسمه في ميناس دي ريوتنتو، وذلك بفضل جهود عضو مجلس الثقافة عن حزب اليسار الموحد ونائب العمدة الثاني في الفترة التشريعية 1995-1999، مانويل دياز سالغادو.